# Mélissa Citrini-Beaulieu
Mélissa Citrini-Beaulieu (ur. 12 czerwca 1995 w Châteauguay) – kanadyjska skoczkini do wody, wicemistrzyni olimpijska z Tokio, dwukrotna wicemistrzyni świata.

## Przebieg kariery
W latach 2014-2017 startowała przede wszystkim w zawodach rangi Grand Prix i World Series. W 2017 uczestniczyła w mistrzostwach świata rozgrywanych w Budapeszcie, gdzie wywalczyła srebrny medal w konkurencji skoku synchronicznego z trampoliny 3 m. Dwa lata później, także podczas mistrzostw świata, powtórzyła to samo osiągnięcie w konkurencji skoku synchronicznego z trampoliny 3 m.
W 2021 brała udział w letnich igrzyskach olimpijskich. Razem z koleżanką z kadry Jennifer Abel przystąpiła do konkurencji skoku z trampoliny z wysokości 3 m, gdzie uzyskała wynik 300,78 pkt i otrzymała srebrny medal olimpijski.